# انتداب

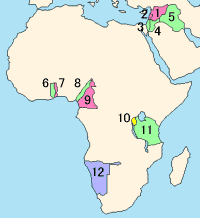
المندوبيات في منطقتي غرب آسيا وأفريقيا واشتملت على: سوريا (1) ولبنان (2) ومندوبية فلسطين (3) وإمارة شرق الأردن (4) ومندوبية ما بين النهرين (5) وتوغولاند البريطانية (6) وتوغولاند الفرنسية (7) والكاميرون الفرنسي (8) والكاميرون البريطاني (9) ورواندا-أوروندي (10) وتبعية تانغانيكا (11) وجنوب غرب أفريقيا (12)

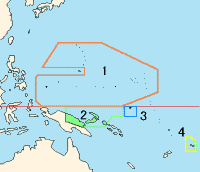
المندوبيات في منطقة المحيط الهادئ: مندوبية جنوب المحيط الهادئ (1) وتبعية غينيا الجديدة (2) وجزيرة ناورو (3) وساموا الغربية (4)

الانتداب: كما نصّ عليه ميثاق الأمم المتحدة هو تمكين دولة تدعي مساعدة البلدان الضعيفة المتأخرة على النهوض وتدريبها على الحكم، حتى تصبح قادرة على أن تستقل وتحكم نفسها بنفسها.
الانتداب: هو نظام أقامته عصبة الأمم لتطبيقه على الأقاليم التي انتزعت من ألمانيا (مثل بورندي وبابوا غينيا الجديدة وتوغو) وتركيا (مثل سوريا وفلسطين ولبنان) بعد الحرب العالمية الأولى (1914-1919). وينص النظام على أن الغرض من الانتداب هو مساعدة هذه الأقاليم التي لم تبلغ بعد الدرجة التي تمكنها من الاستقلال بنفسها. وقسمت الانتدابات إلى ثلاث فئات، كانت بلاد الشرق الأوسط في الفئة الأولى، وتضم الدول التي «وصلت إلى درجة من التقدم تسمح بالاعتراف مؤقتاً بوجودها كدول مستقلة»، على أن تقدم إليها إحدى الدول المعونة الإدارية، وبشرط أن تراعى رغبة البلد المشمول بالانتداب في اختيار الدولة المنتدبة. وضمت الفئة الثانية التبعيات الألمانية في غرب ووسط أفريقيا وكان للقوى الفارضة للانتداب صلاحيات أكبر من الفئة الأولى حيث «يقع على الدولة الفارضة للانتداب مسؤولية إدارة التبعية بموجب شروط تضمن الحرية الوجدانية والدين» وكان منها ما ضمته بلجيكا في 20 تموز (يوليو) عام 1922 كل من بوروندي ومملكة رواندا إلى عصبة الانتداب بصورة مدمجة باسم رواندا-أوروندي وتوغولاند التي اقتسمت إلى شق فرنسي وشق آخر بريطاني. أما بالنسبة للفئة الثالثة فشملت المناطق الواقعة في أفريقيا الجنوبية وجزر المحيط الهادئ مثل مندوبية جنوب المحيط الهادئ التي أصبحت تتبع لإمبراطورية اليابان وغينيا الجديدة الألمانية التي انتقلت تبعيتها إلى أستراليا والإمبراطورية البريطانية بالإضافة إلى جنوب غرب أفريقيا (وهو ما يُعرف بناميبيا) التي انتقلت إلى جنوب أفريقيا والإمبراطورية البريطانية.

## الأساس
تم إنشاء نظام الانتداب بموجب المادة 22 من ميثاق عصبة الأمم، الذي صاغه المنتصرون في الحرب العالمية الأولى. أشارت المادة إلى الأراضي التي لم تعد تابعة لملكياتها السابقة بعد الحرب، والتي عُدّ سكانها «غير قادرين على الوقوف بمفردهم في ظل الظروف الصعبة للعالم الحديث». دعت المادة إلى «إسناد وصاية هؤلاء الأشخاص إلى الدول المتقدمة التي يمكنها، نظرًا لمواردها أو خبرتها أو موقعها الجغرافي، تحمل هذه المسؤولية على أفضل وجه».
لعب الرئيس الأمريكي وودرو ويلسون والجنرال الجنوب أفريقي جان سموتس أدوارًا مؤثرة في الضغط من أجل إنشاء نظام انتداب. اقترح نظام الولايات حلًا وسطيًا بين سموتس (الذي أراد من القوى الاستعمارية أن تضم الأراضي) وويلسون (الذي أراد الوصاية على الأراضي).

## العموميات
كانت جميع الأراضي الخاضعة لانتداب عصبة الأمم تسيطر عليها سابقًا الدول المهزومة في الحرب العالمية الأولى، بشكل أساسي القيصرية الألمانية والدولة العثمانية. تختلف الولايات الواقعة تحت الانتداب اختلافًا جوهريًا عن الولايات المحمية من حيث أن سلطة الانتداب تتعهد بالتزامات تجاه سكان الإقليم وعصبة الأمم.
تضمنت عملية إنشاء ولايات الانتداب مرحلتين:
1. التخلي الرسمي عن سيادة الدولة التي كانت تسيطر في السابق على الإقليم.
2. نقل صلاحيات الانتداب إلى الدول الفردية بين قوات الحلفاء.

### المعاهدات
تم تجريد المستعمرات الألمانية فيما وراء البحار، بالإضافة إلى ثلاثة أقاليم منفصلة عن منطقة موطنها الأوروبي (مدينة دانزيغ الحرة ومنطقة كلايبيدا وسار) من خلال معاهدة فرساي (عام 1919)، مع تخصيص الأراضي بين الحلفاء في 7 مايو من ذلك العام. تم تناول المطالبات الإقليمية العثمانية لأول مرة في معاهدة سيفر (عام 1920) وتم الانتهاء منها في معاهدة لوزان (عام 1923). تم تخصيص الأراضي العثمانية بين دول الحلفاء من خلال مؤتمر سان ريمو في عام 1920.

## أنواع الانتداب
أقرت عصبة الأمم الشكل الدقيق للسيطرة من قِبَل سلطة الانتداب على كل ولاية على أساس فردي. ومع ذلك، في جميع الحالات كانت سلطة الانتداب ممنوعة من بناء التحصينات أو تدريب جيش داخل إقليم الولاية، إذ كان مطلوبًا منها تقديم تقرير سنوي عن الإقليم إلى لجنة الانتدابات الدائمة لعصبة الأمم.
تنقسم ولايات الانتداب إلى ثلاث مجموعات متميزة تستند إلى مستوى التنمية الذي حققه سكان كل ولاية في ذلك الوقت.

### ولايات الفئة أ
تضمنت المجموعة الأولى، أو ولايات انتداب الفئة أ، الأراضي التي كانت تسيطر عليها الدولة العثمانية سابقًا والتي اعتبرت «... أنها قد وصلت إلى مرحلة من التطور حيث يمكن الاعتراف المؤقت بوجودها كدول مستقلة رهنًا بتقديم المشورة والمساعدة الإداريتين من جانب دولة انتداب إلى أن تصبح قادرة على الوقوف بمفردها. يجب أن تكون رغبات هذه المجموعة هي الاعتبار الرئيسي في اختيار الولاية المنتدبة».

### ولايات الفئة ب
تضمنت المجموعة الثانية، أو ولايات انتداب الفئة ب، جميع المستعمرات الألمانية السابقة في غرب ووسط إفريقيا، والتي أشارت إليها ألمانيا باسم شوتزغيبيتي (محميات أو أقاليم)، والتي اعتبرت أنها بحاجة إلى مستوى أكبر من السيطرة من قِبَل سلطة الانتداب: ... «يجب أن تكون سلطة الانتداب مسؤولة عن إدارة الإقليم في ظل ظروف تضمن حرية الضمير والدين». مُنعت سلطة الانتداب من بناء قواعد عسكرية أو بحرية داخل ولايات الانتداب.

### ولايات الفئة ج
تعتبر ولايات الفئة ج، بما في ذلك جنوب غرب إفريقيا وجزر جنوب المحيط الهادئ، «أفضل ولايات إدارية بموجب قوانين الدولة المنتدبة باعتبارها جزءًا لا يتجزأ من أراضيها».